# Wigunt Aleksander
Wigunt Aleksander (zm. 28 czerwca 1392) − książę kierniowski. Brat króla Polski Władysława Jagiełły.
Był jednym z ośmiu synów wielkiego księcia litewskiego Olgierda i Julianny twerskiej. W 1385 poparł swego brata Jagiełłę w zawarciu unii w Krewie. Rok później ochrzcił się w obrządku łacińskim, przyjmując imię Aleksander. Wigunt wsparł Jagiełłę podczas konfliktu zbrojnego z Krzyżakami w 1388. W 1390 ożenił się z księżniczką Jadwigą, córką Władysława Opolczyka. Z woli polskiego króla Władysława Jagiełły w 1390 otrzymał Inowrocław, Bydgoszcz i Tuczno na Kujawach Udzielił też wsparcia królowi polskiemu przeciwko Witoldowi w czasie litewskiej wojny domowej w latach 1389–1392. Spodziewano się, że zastąpi niepopularnego Skirgiełłę na stolcu wielkich książąt litewskich. Gdy nagle zmarł, uważano, iż mógł być otruty przez Witolda Kiejstutowicza lub Skirgiełłę. 
Został pochowany w katedrze w Wilnie, obok swojego brata Korygiełły.

Nie należy mylić Wigunta z jego przyrodnim bratem Andrzejem Olgierdowicem. Błąd ten wkradł się do historiografii dzięki Rocznikom Jana Długosza.

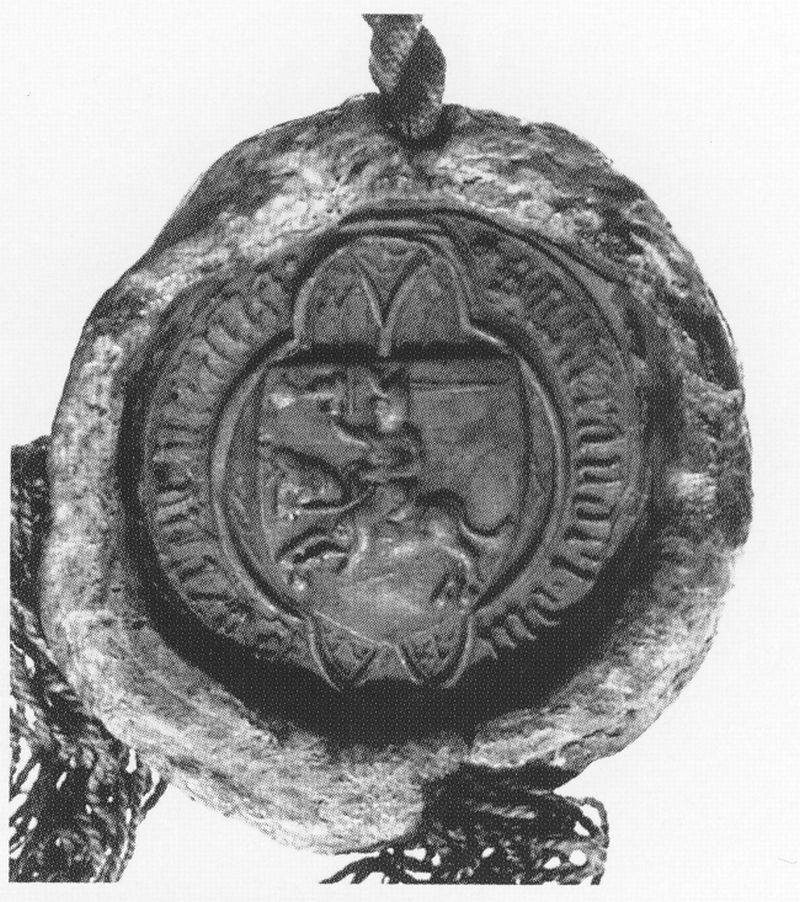
Pieczęć z 1388 roku
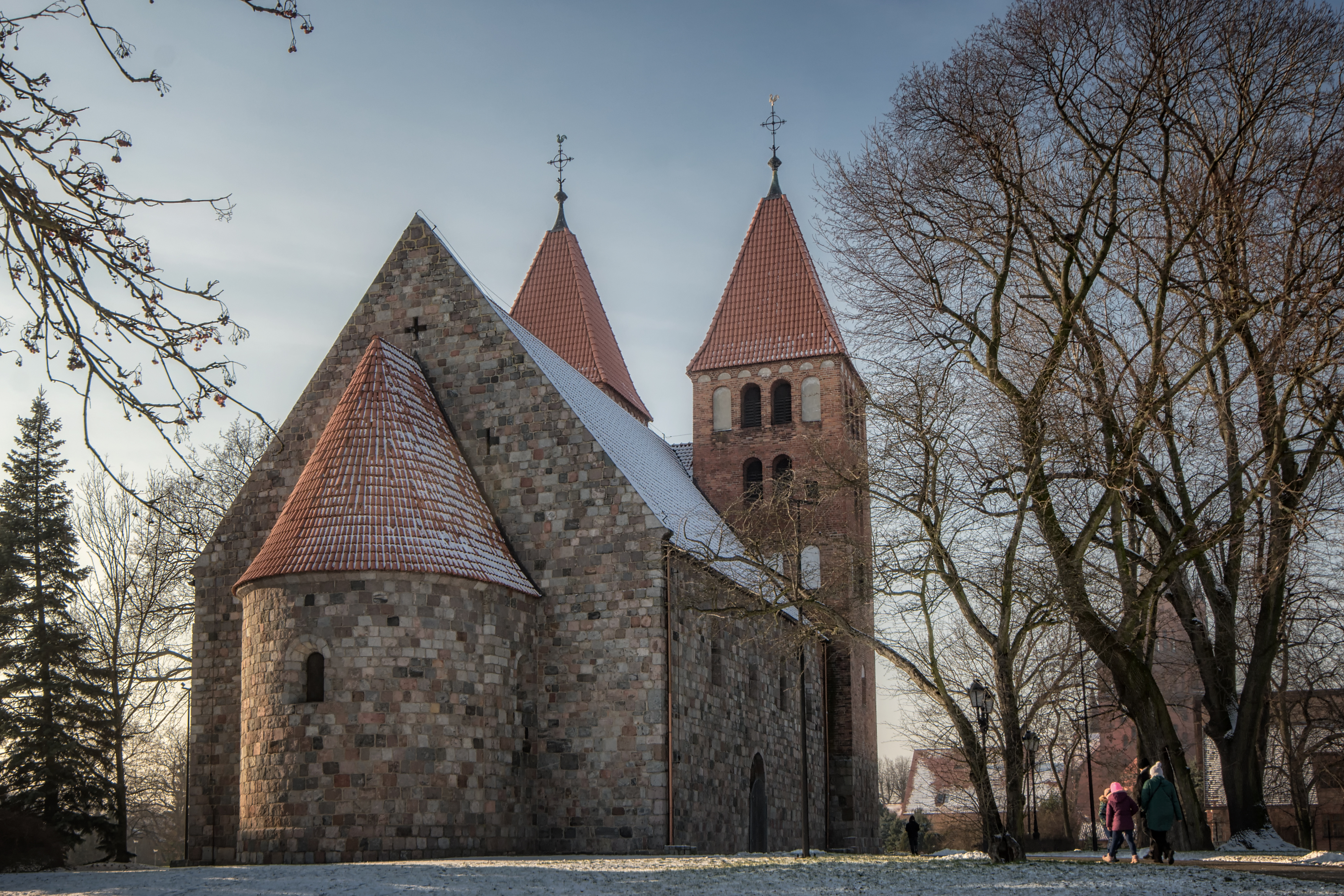
Istniejący w czasach Wigunta kościół św. Mikołaja w Inowrocławiu